# Niêm Sơn
Niêm Sơn là một xã thuộc tỉnh Tuyên Quang, Việt Nam.

## Địa lý
Xã Niêm Sơn có vị trí địa lý:
- Phía đông giáp xã Khâu Vai và xã Niêm Tòng
- Phía tây giáp huyện Yên Minh
- Phía nam giáp tỉnh Cao Bằng
- Phía bắc giáp xã Nậm Ban và xã Tát Ngà.

Xã Niêm Sơn có diện tích 52,07 km², dân số năm 2019 là 5.058 người, mật độ dân số đạt 97 người/km².

## Lịch sử
Trước đây, Niêm Sơn là một xã thuộc huyện Đồng Văn.
Ngày 5 tháng 7 năm 1961, Hội đồng Chính phủ ban hành Quyết định số 91-CP về việc chia xã Niêm Sơn thuộc huyện Đồng Văn thành ba xã Khâu Vai, Niêm Sơn, Tát Ngà.
Ngày 15 tháng 12 năm 1962, Hội đồng Chính phủ ban hành Quyết định số 211-CP về việc thành lập huyện Yên Minh trên cơ sở tách xã Niêm Sơn thuộc huyện Đồng Văn.
Ngày 21 tháng 10 năm 1982, Hội đồng Bộ trưởng ban hành Quyết định 179/HĐBT về việc tách xã Niêm Sơn của huyện Yên Minh để sáp nhập vào huyện Mèo Vạc.
Ngày 9 tháng 8 năm 2005, Chính phủ ban hành Nghị định số 104/2005/NĐ-CP về việc thành lập xã Niêm Tòng trên cơ sở 2.013,75 ha diện tích tự nhiên và 2.276 nhân khẩu của xã Niêm Sơn.
Sau khi điều chỉnh địa giới hành chính thành lập xã Niêm Tòng, xã Niêm Sơn còn lại 5.371,25 ha diện tích tự nhiên và 3.716 nhân khẩu.